# Eduardo Dantas
Eduardo Dantas (ur. 3 lutego 1989 w Manaus) – brazylijski zawodnik mieszanych sztuk walki (MMA), dwukrotny mistrz Bellator MMA w wadze koguciej z 2012 i 2016. 

## Kariera sportowa
W MMA zadebiutował 24 marca 2007 pokonując Williaam Porfirio na punkty. 29 listopada 2008 zdobył pas mistrzowski Shooto Ameryki Południowej w wadze piórkowej, poddając dźwignią na łokieć Luisa Alberto Nogueirę. 19 lipca 2009 zmierzył się z Masakatsu Uedą o międzynarodowe mistrzostwo Shooto, lecz przegrał to starcie jednogłośnie na punkty. Po udanej obronie krajowego mistrzostwa Shooto w grudniu 2010, podpisał kontrakt z amerykańską organizacją Bellator FC, startując w turnieju wagi koguciej.
W 2011 stoczył trzy zwycięskie walki w ramach turnieju, pokonując m.in. przez nokaut Wilsona Reisa, po czym otrzymał szansę walki o mistrzostwo Bellatora z mistrzem Zachem Makovskym. 13 kwietnia 2012 na Bellator 65, Dantas poddał Makovskiego w 2. rundzie duszeniem rękoma i odebrał mu pas. W następnych latach dwukrotnie bronił tytułu, nokautując Marcosa Galvão (14 listopada 2013) oraz poddając Anthony'ego Leone'a (7 marca 2014). 
10 października 2014 w swojej trzeciej obronie mistrzowskiego pasa, uległ utytułowanemu zapaśnikowi, posiadaczowi tymczasowego pasa mistrzowskiego, Josephowi Warrenowi jednogłośnie na punkty i stracił mistrzostwo na jego rzecz.
17 czerwca 2016 na gali Bellator 156, odzyskał pas mistrzowski kategorii koguciej, wypunktowując na przestrzeni pięciu rund w rewanżu Marcosa Galvão (który odebrał pas Warrenowi w marcu 2015). 2 grudnia 2016 obronił tytuł wygrywając na punkty (większościową decyzją) w rewanżu z Joe Warrenem.
6 października 2017 podczas Bellator 184 w Thackerville przegrał jednogłośnie na punkty z Amerykaninem Darrionem Caldwellem tracąc tym samym mistrzostwo.

## Osiągnięcia
- 2008-2010: mistrz Shooto Ameryki Południowej w wadze piórkowej
- 2011: Bellator Season Six Bantamweight Tournament - 1. miejsce w turnieju wagi koguciej
- 2012-2014: mistrz Bellator MMA w wadze koguciej
- 2016-2017: mistrz Bellator MMA w wadze koguciej